# 福岡県庁信用組合

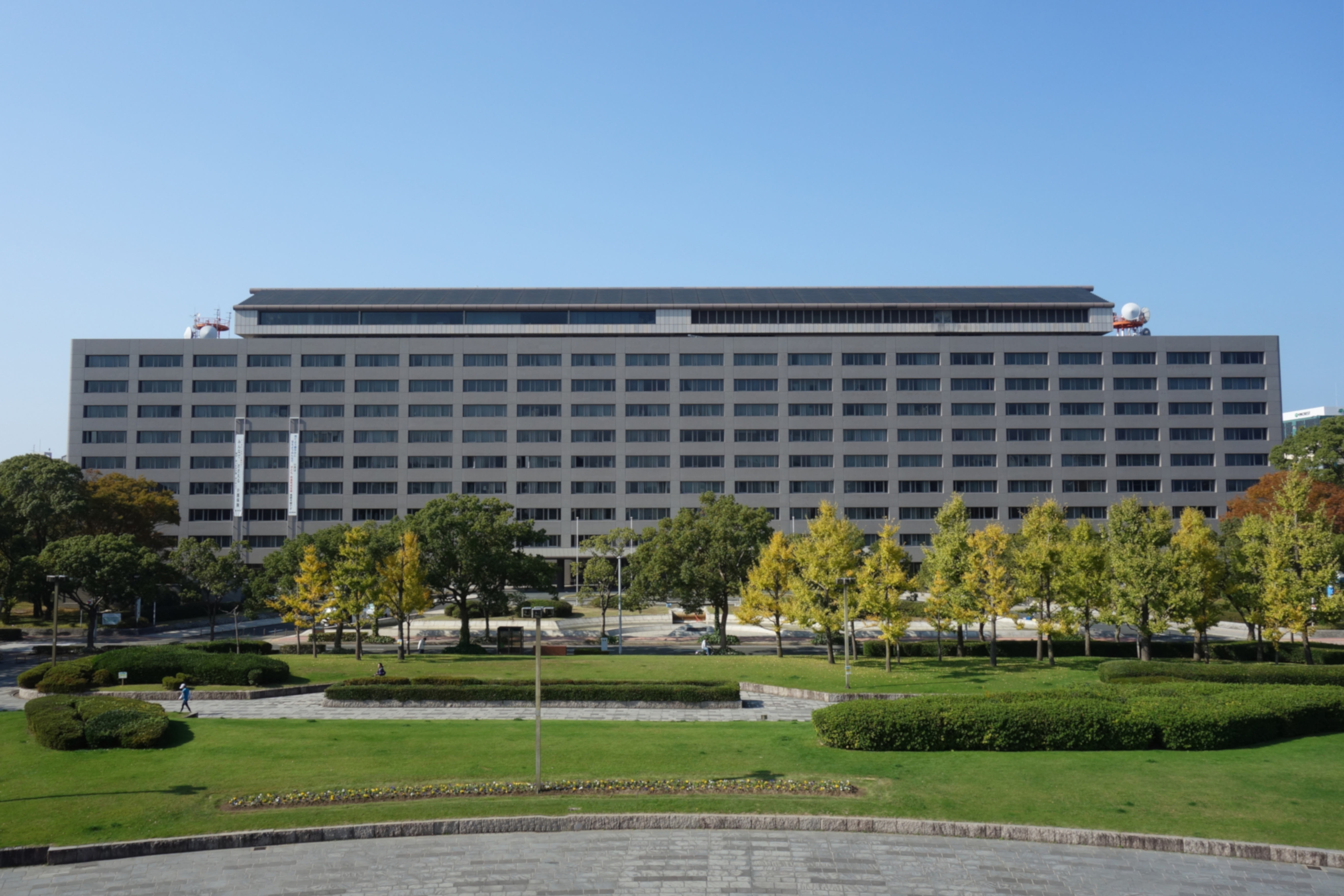
本店の入居する福岡県庁舎（2018年11月）

福岡県庁信用組合（ふくおかけんちょうしんようくみあい）は、福岡県福岡市博多区に本店を置く信用組合。
福岡県職員/福岡県警察職員/福岡県教育委員会職員とその退職者及び県の外郭団体などを対象とした職域の信用組合である。

## 沿革
- 1922年10月 有限責任福岡県庁信用組合として設立[2]
- 1950年2月 中小企業等協同組合法に基づいて、福岡県庁信用組合に改組[2]